# شانة بند (دابوي الجنوبي)
شانة بند (بالفارسية: شانه‌بند) هي قرية تقع في إيران في قسم دابوي الجنوبی الريفي. يقدر عدد سكانها بـ 383 نسمة بحسب إحصاء 2016.